# Ferdinand Zichy
Ferdinánd Zichy von Zics und Vázsonykő (* 13. Mai 1783 in Nagyvázsony; † 7. Oktober 1862 in Preßburg) war ein ungarischer Politiker,  Feldmarschall-Lieutenant und Festungskommandant von Venedig.

## Leben
Ferdinánd Zichy gehörte einer ungarischen Adelsfamilie mit Grafentitel an. Er war ein Sohn des Grafen Karl von Zichy-Vásonykeő (1753–1826), eines Ministers von Metternich während der Restaurationszeit in Österreich und dessen Ehefrau der Gräfin Anna Maria von Khevenhüller-Metsch (* 10. April 1759; † 18. Januar 1809).
Aufgewachsen in Wiener Hofkreisen schlug er eine militärische Laufbahn ein und erreichte schnell den Rang eines Feldmarschalls der kaiserlichen Armee. Ausgezeichnet für sein Engagement im Kampf gegen die ungarischen Unabhängigkeitsrebellionen, wurde er am 22. März 1848 zum Gouverneur von Venetien ernannt, musste jedoch im darauffolgenden April dem Druck der Rebellen weichen, die in der Serenissima eine provisorische Regierung bildeten.
Angeklagt wegen Untreue und Unfähigkeit zum Nachteil des Staates wurde er 1849 zur Kassation und zu zehnjähriger Festungshaft verurteilt, aber 1851 von Kaiser Franz Josef begnadigt und zog sich ins Privatleben zurück. Er verließ Wien für immer und zog nach Preßburg, dem heutigen Bratislava, wo er am 7. Oktober 1862 starb.
Er heiratete am 13. September 1807 die Gräfin Sofia Széchényi de Sárvár-Felsővidék (* 16. Oktober 1789; † 19. April 1865). Die Ehe war kinderlos.